# Фронтальная полимеризация
Фронта́льная полимериза́ция (англ. fróntal poymerizátion) — автоволновой (самораспространяющийся) режим реакции полимеризации мономеров. Может реализовываться в экзотермических системах посредством теплового импульса - локального инициирования. Тогда по формальным признакам (наличие фронта, тепловыделение, кинетика) относится к процессу горения.
От других режимов полимеризации (например, объёмного) отличается наличием перемещающейся узкой (обычно — плоской) пространственной границы, в которой происходит реакция (фронт реакции), отделяющей исходный мономер от конечного продукта — полимера. 
Первоначально была обнаружена в 1972 г. при полимеризации жидкого расплава акриламида. Позже была описана для твердофазного мономера — акриламида кобальта и др..
Фронтальная полимеризация в жидкой фазе по формальным признакам совпадает с реакцией Белоусова.
Твердофазная фронтальная полимеризация является частным случаем органического самораспространяющегося высокотемпературного синтеза и обладает его основными особенностями. Как правило, требует введения в мономер специальных веществ — инициаторов, распадающихся в зоне теплового импульса на активные частицы (свободные радикалы и ионы), дающие начало полимеризации. В некоторых случаях роль инициаторов играют вещества (окислы азота), образующиеся при термическом разложении мономера (комплексы акриламида с нитратами переходных металлов) в зоне теплового импульса.
К фронтальной полимеризации иногда ошибочно относят реакцию образования метальдегида из ацетальдегида, происходящую при температуре жидкого азота. Обратимость этого процесса, низкая температура, небольшие разогревы и конверсия, независимость скорости от температуры, нетепловое инициирование (радиационное облучение, механический скол) — характерны для фазового перехода, нежели чем для необратимых процессов типа твердофазного горения.
Продукты фронтальной полимеризации это твердые полимерные материалы или готовые изделия. Свойства этих продуктов, как правило, отличаются от свойств полимеров, полученных другими способами. В частности, — неоднородностью, иными молекулярно-массовым распределением и физико-химическими свойствами, формой и др.. Вследствие высокой неравновесности процесса продукт фронтальной полимеризации имеет термические напряжения,  содержит большие концентрации неизрасходованного мономера (~ 4 %) и плохо воспроизводится. Поэтому, технологи как правило стараются избегать режима фронтальной полимеризации. Основное преимущество режима фронтальной полимеризации - это возможность получать образцы большого объема без конструирования специальных громоздких нагревающих устройств.